# 조선중앙일보

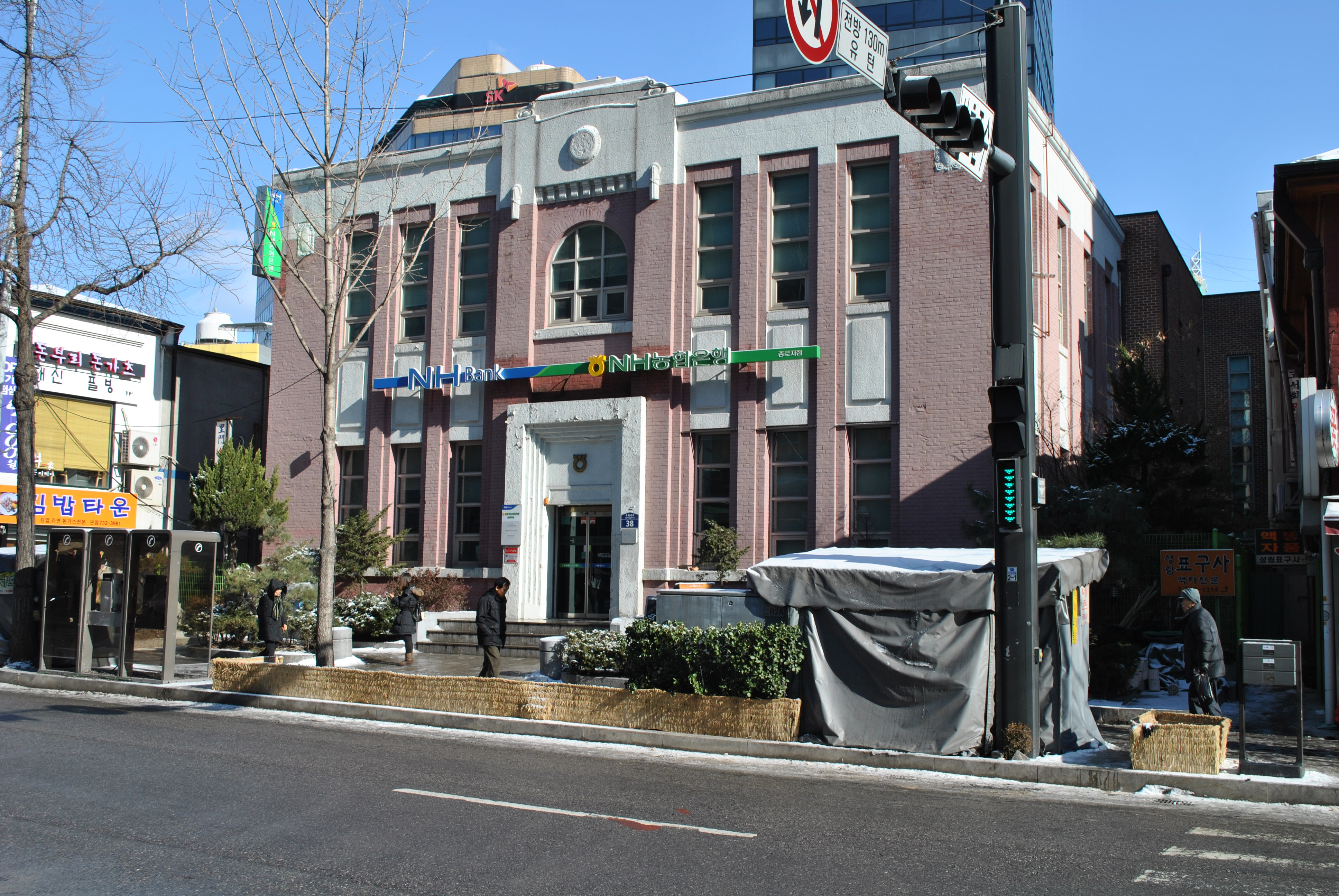
옛 조선중앙일보 사옥. 현재는 농협 지점으로 운영되고 있다.

조선중앙일보(朝鮮中央日報)는 1930년대 식민지 시대 치하의 조선에서 발간되었던 일간신문이다. 중외일보를 계승하여 중앙일보(中央日報)로 창간했다가 1933년 조선중앙일보로 개명하였다. 조선일보 동아일보와 함께 1930년대 조선 지역 민간에서 읽혀진 신문이다. 정치성향 및 논조는 사민주의 성향의 온건좌파 논조였다. 지금의 중앙일보와는 관련이 없다.

## 역사

### 시대일보
1924년 3월 31일 최남선의 주도로 '시대일보'가 창간되었다. 사장 최남선, 전무이사는 서상호(徐相灝), 편집국장은 진학문, 정치부장은 안재홍(安在鴻), 사회부장은 염상섭(廉想燮) 등이었다. 국한문혼용체를 사용했고, 크기는 대형판 4면으로 1행은 14자, 1단은 124행, 1면은 12단으로 꾸몄다. '민족의 단합과 협동'을 첫 번째 사명으로 삼았고, 당시 발행되던 신문들과는 달리 1면에 정치기사가 아닌 사회기사를 실었다는점이 특징이다. 또 1면 머리에 '오늘 일 내일 일'이라는 시평 칼럼을 두고 논설을 중요하게 다루었고, '엉석바지'라는 미국 만화를 특약, 6단폭의 6컷으로 연재했다. 초기의 발행부수가 2만 부에 이르러 당시 〈조선일보〉·〈동아일보〉와 함께 3대 민간지 가운데 하나가 되었다. 그러나 창간 2년 이후 재정상황이 어려워지자, 1926년 9월 18일 이상협이 〈시대일보〉의 판권을 넘겨받아 〈중외일보 (中外日報)〉라는 이름으로 새 신문을 창간했다.

### 조선중앙일보

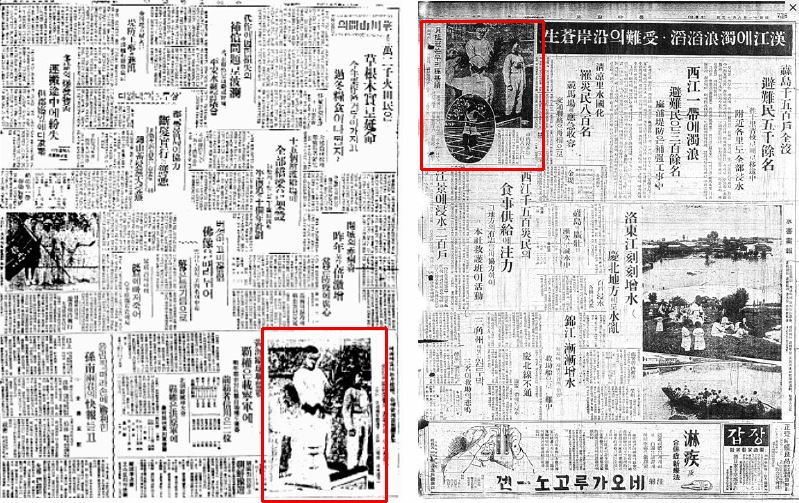
1936년 8월 13일자 조선중앙일보(좌) 서울판 기사와 동아일보(우)의 지방판 기사이다.

1933년 2월 16일 여운형이 중앙일보의 사장에 취임하여 1933년 3월 7일부터 제호를 조선중앙일보로 고쳤다. 이 무렵 동아일보, 조선일보와 함께 조선의 3대 일간지로 자리매김하였으며 사옥을 증축하고 소속 잡지로 《중앙》, 어린이 잡지 《소년중앙》을 발행하기도 하였다.
1937년 11월, 신문사는 결국 폐간이 되었는데, 몽양 여운형 기념사업회, 한겨레, 민족문제연구소 등 진보 성향 단체에서는 일장기 말소사건은 조선중앙일보가 원조이며, 동아일보는 조선총독부에 선처를 구하며 복간을 했지만, 조선중앙일보는 조선 총독부의 친일 성향 사장 제안을 거부하고 폐간을 선택해 민족정신은 조선중앙일보이었다고 주장하였다. 그러나 1936년 8월 13일자 동아일보의 지방판 기사가 발굴되면서 조선중앙일보의 원조설은 논파되었다.
채백 부산대학교 신문방송학과 교수는 저서 <사라진 일장기의 진실>(커뮤니케이션북스 펴냄)을 통해 조선중앙일보가 가장 먼저 손기정의 우승사진에서 일장기를 말소했다는 주장이 학계에서 널리 알려졌지만 동아일보도 조선중앙일보와 같은 날 이 사진을 보도했다고 말한다. "8월13일자 동아일보 조간 지방판에 조선중앙일보(서울판)가 게재한 사진과 똑같은 사진을 실었는데 서울판이 당일 새벽에 인쇄하던 반면 지방판 조간은 그 전날 인쇄하던 관행에 비춰, 손기정의 우승 사진은 동아일보가 먼저였다고 결론 지을 수 있다"고 말했다.
조선총독부 극비문서, 삼천리 1938년 1월1일 신년호에서는 조선중앙일보의 폐간관련 실상에 대해 기록하고있는데, 내용은 다음과 같다.
“소화11년(1936년) 8월 13일자 지상에 ‘머리에 빛나는 월계관, 손에 굳게 잡힌 견묘목, 올림픽 최고 영예의 표창 받은 우리 손 선수’라는 제목 아래 사진을 게재했다. 그러나 전기 동아일보와 같은 모양의 손기정의 가슴에 새겨있는 일장기 마크는 물론, 손 선수 자체의 용모조차 잘 판명되지 않는 까닭에 당국으로서는 당초 졸렬한 인쇄 기술에 의한 것이라 판단했으나 일단 관할 경찰 당국을 시켜 조사한 결과 동아일보처럼 손기정의 가슴에 새겨져 있는 일장기 마크를 손으로 공들여 말소시킨 사실이 판명되었다. 그렇지만 동사(同社) 사장 여운형 이하 간부는 전연 그 사실을 부인하다가 사실이 밝혀지자 하는 수 없이 근신의 의미로 같은 달(9월) 4일에 이르러 당국의 처분에 앞서 ‘근신의 뜻을 표하고 당국의 처분이 있을 때까지 휴간한다’ 운운의 사고(社告)를 게재함과 동시에 휴간 수속을 이행해 현재에 이르고 있다.” - 조선총독부 경무국 도서과, ‘극비문서 <조선출판경찰개요> 1936년 119~120쪽

소화 11년(1936년) 9월5일, 동업 동아일보가 같은 사건으로 경무국으로부터 발행정지의 처분을 받자, 중앙일보는 자진휴간의 거조(擧措)에 출(出)하야 1개년간이나 경무 당국의 속간 내락을 얻기에 진력을 하였으나 사태 불순하야 한갓 헛되이 일자를 끌어오다가, 만 1년을 지나 또 제 9조에 의한 2개월간의 기한까지 지나자 11월5일에 저절로 낙명(落命)하게 된 것이다. 같은 사건으로 처분을 받았던 동아일보는 그래도 그 제명(題名)을 살려 다시 속간함에 이르렀는데, 어찌하야 당국의 정간 처분도 아니오 자진 휴간한 말하자면 경미한 중앙일보만 낙명하게 되었느냐 함에는 여기에 여러 가지 복잡한 사정이 잠재하여 있었던 것이다. (중략) 휴간 중에 현 사장(呂運亨) 지지파와 신 사장(成元慶) 지립파(持立派)의 알력이 있어 호상 대립이 되어 중역회에서나, 주주총회에서나 분쟁이 늘 끊이지 않아(不絶)왔으며 거기다가 8만원 공(空) 불입 같은 것이 튀어나와 주식회사 결성 중에 큰 의혹을 남긴 오점까지 끼쳐놓았음이 후계 간부가 사무국을 이해시킬만 한 공작을 1년 내내 끌어오면서도 이루지 못한 등 여러 가지의 실수가 원인이 되어 파란 많은 역사를 남기고 끝내 무성무취(無聲無臭)하게 마지막 운명을 짓고 말았다. -『오호, 중앙일보 逐 폐간, 이십여년의 언론활약사를 남기고』, 삼천리, 1938년 1월 1일 신년호

이길용 기자가 작성한 회고가 발굴이 되기도 했는데, 회고록 내용은 다음과 같다.
세상이 알기는 백림(베를린) 올림픽 마라톤의 일장기 말살사건이 이길용의 짓으로 꾸며진 것만 알고 있다. 그러나 사내의 사시(社是)라고 할까. 전통이라고 할까. 방침이 일장기를 되도록은 아니 실었다. 우리는 도무지 싣지 않을 속셈이었던 것이다. 이것은 (총독부에서 일본 본토를 가리킬 때 쓰도록 강요한) 내지(內地)라는 글을 쓰지 않는 것과 마찬가지였다. - 이길용 기자

이 사건으로 동아일보의 송진우 사장, 김준연 주필, 설의식 편집국장 등이 사임하였다. 그리고 사회부의 현진건 부장과 이길용, 장용서, 조사부의 이상범 화백, 사진부의 신낙균, 백운선, 서영호 그리고 동아일보의 자매지인 월간 신동아에 전재한 책임으로 최승만 잡지부장 등 8명의 사원이 구속되어  40여 일의 고초를 겪은 끝에 ① 언론기관에 일절 참여 하지 않을 것 ② 시말서를 쓸 것 ③ 다른 사건이 있을 때에는 가중 처벌을 각오할 것 등의 서약서에 서명하고 풀려났다.

## 관련된 연혁
- 3·1 운동 후 일제가 조선인들에게 신문, 잡지 발행을 허용.
- 1922년 9월 3일 - 최남선과 진학문이 시사잡지 동명을 신문지법에 의해 허가받아 창간함. 타블로이드판 20페이지의 주간잡지. 사장 최남선, 편집 겸 발행인 진학문.
- 1923년 6월 3일 - 시사잡지 동명이 통권 41호를 발간하고 중단함.
- 1923년 7월 17일 - 일간지 발행허가를 받음.
- 1924년 3월 31일 - 최남선이 일간지 시대일보를 창간.
- 1926년 8월 중순 - 경영난으로 휴간.
- 1926년 9월 19일 - 이상협이 중외일보라는 제호로 새 신문의 발행허가를 받음.
- 1931년 6월 19일 - 중외일보가 지령 제 1,492호로 종간함.
- 1931년 11월 27일 - 김찬성이 중앙일보의 이름으로 조선총독부로부터 발행허가를 받음. 지령 제1,493호로 속간함. 사장 노정일, 편집국장 강매
- 1933년 2월 16일 - 여운형이 중앙일보의 사장에 취임.
- 1933년 3월 7일 - 제호를 조선중앙일보로 고침.
- 1936년 8월 13일 - 베를린 올림픽 마라톤 우승을 차지한 손기정의 일장기 사진을 지움. 8월 25일, 동아일보의 일장기말소사건으로 여운형은 자진 휴간에 들어감.
- 1937년 11월 5일 - 경영의 내부분열로 폐간되다.

## 같이 보기
- 조선일보
- 동아일보
- 일장기 말소사건